# Kavinsky
Венсан Пьер Клод Белорже (фр. Vincent Pierre Claude Belorgey, род. 31 июля 1975, Сен-Сен-Дени) — диджей, представитель французской хаус-музыки, более известен под именем Kavinsky. Вдохновением для творчества Венсана служат фильмы о зомби эпохи VHS, хип-хоп и фанк последних десятилетий XX века. Исполняет треки в стиле электронных саундтреков к фильмам 1980-х годов. Музыкальные композиции и видеоклипы Белорже повествуют о вымышленном персонаже Kavinsky — молодом человеке, который погиб в 1986 году, не справившись с управлением своего красного Ferrari Testarossa, и восстал из мёртвых 20 лет спустя, для того чтобы творить собственную электронную музыку.

## Биография
Увлечение музыкой пришло к Венсану Белорже вместе с аппаратурой, подаренной ему старым другом, Квентином Дюпье, более известным как Mr. Oizo. Это был простейший синтезатор и ветхий компьютер с программным обеспечением, необходимым для создания электронных треков. У Белорже не было профессионального музыкального опыта, поэтому в своих творческих изысканиях он ограничился несложным стилем «хаус».
Прослушав первую запись Венсана, «Testarossa Autodrive», Квентин Дюпье свёл друга с актёром и музыкантом Себастьяном Теллье, который, в свою очередь, способствовал заключению контракта Белорже с лейблом Record Makers. В 2006 году был выпущен первый мини-альбом начинающего музыканта, назвавшего себя Kavinsky, — Teddy Boy. К удивлению Венсана, его музыка нашла своих поклонников.
Диджей продолжил выпускать новые диски: 1986 в 2007 году, Blazer в 2008-м, Nightcall, спродюсированный Ги-Мануэлем де Омем-Кристо, участником влиятельного французского хаус-дуэта Daft Punk, в 2010-м. Ремикс «Testarossa Autodrive», сделанный другом Белорже, Себастьяном Акшоте, известным как SebastiAn, вошёл в игры серий Grand Theft Auto и Gran Turismo. Трек «Nightcall» был включён американским композитором Клиффом Мартинесом в саундтреки к фильмам «Линкольн для адвоката» и «Драйв».
В 2012 году были изданы первые синглы музыканта — «ProtoVision» и «Roadgame», в 2013-м вышли мини-альбомы ProtoVision и Odd Look, последний — при участии Себастьяна Акшоте и Эйбела Тесфайе, известного как The Weeknd. Записав достаточно материала, Венсан подготовил полноценный студийный альбом OutRun — концептуальный диск о Kavinsky, в который вошли старые и новые композиции. Пластинка была благосклонно встречена критиками, попала в хит-парады Бельгии, Великобритании, США, Франции и Швейцарии.
Спустя восемь лет, 19 ноября 2021 года был выпущен сингл Renegade с вокальным исполнением Cautious Clay.

## Дискография

### Альбомы и EP
- 2006 — Teddy Boy (мини-альбом)
- 2007 — 1986 (мини-альбом)
- 2008 — Blazer (мини-альбом)
- 2010 — Nightcall (мини-альбом)
- 2013 — ProtoVision Remixes (мини-альбом)
- 2013 — OutRun (альбом)
- 2013 — Odd Look (мини-альбом)
- 2022 — Renegade Remixes (мини-альбом)
- 2022 — Reborn (альбом)[2]

### Синглы
- 2012 — «Roadgame» (сингл)
- 2012 — «ProtoVision» (сингл)
- 2014 — «Sovereign» (сингл)
- 2021 — «Renegade» (сингл)[2]
- 2022 — «Zenith» (сингл)
- 2022 — «Cameo» (сингл)

## Фильмография
| Год  | Название                                   | Режиссер                      | Роль                                |
| ---- | ------------------------------------------ | ----------------------------- | ----------------------------------- |
| 2001 | Nonfilm                                    | Квентин Дюпьё                 | Пэт                                 |
| 2003 | Aaltra                                     | Гюстав Керверн, Бенуа Делепин | Агент SNCF                          |
| 2004 | Atomik Circus, le retour de James Bataille | Дидье и Тьерри Пуаро          | Бун / Рикардо Белло-Радио Скоттлетт |
| 2005 | Ультранова                                 | Були Ланнерс                  | Вербрюгге                           |
| 2007 | Смени лицо                                 | Квентин Дюпьё                 | Дэн                                 |